# Elżbieta Hohenzollern (1358–1411)
Elżbieta Hohenzollern, Elżbieta Norymberska (ur. 1358, zm. 26 lipca 1411 w Heidelbergu) – królowa Niemiec, córka burgrabiego Norymbergi Fryderyka V Hohenzollerna i Elżbiety, córki margrabiego Miśni Fryderyka II Poważnego.
27 czerwca 1374 poślubiła Ruprechta z Palatynatu (5 maja 1352 - 18 maja 1410), syna hrabiego palatyna Renu Ruprechta II i Beatrycze, córki króla Sycylii Piotra II. Ruprecht i Elżbieta mieli razem sześciu synów i trzy córki:
- Ruprechta Pipana (20 lutego 1375 w Ambergu - 25 stycznia 1397 tamże)
- Małgorzatę (1376 - 27 sierpnia 1434 w Nancy), żonę księcia Lotaryngii Karola II Śmiałego
- Fryderyka (ok. 1377 w Ambergu - 7 marca 1401 tamże)
- Ludwika III (23 stycznia 1378 - 30 grudnia 1436), hrabiego palatyna Renu
- Agnieszkę (1379–1401 w Heidelbergu), żonę księcia Adolfa I Kliwijskiego
- Elżbietę (27 października 1381 - 31 grudnia 1408 w Innsbrucku), żonę księcia austriackiego Fryderyka IV z Pustą Kieszenią
- Jana (1383 - 14 marca 1443), hrabiego palatyna Neumarkt, ojca króla Danii Krzysztofa III
- Stefana (23 czerwca 1385 - 14 lutego 1459), hrabiego palatyna Simmern-Zweibrücken
- Otto (24 sierpnia 1390 - 5 lipca 1461), hrabiego palatyna Mosbach

Jej mąż został w 1398 elektorem Palatynatu. W 1400 został wybrany na króla Niemiec. Elżbieta została u jego boku królową. Ruprecht zmarł nie uzyskawszy korony cesarskiej w 1410. Elżbieta przeżyła go tylko o rok. Zmarła w 1411 w Heidelbergu.